# Rafael Yglesias Castro
Rafael Yglesias (Iglesias) Castro (ur. 18 kwietnia 1861 w San Jose, zm. 11 kwietnia 1924, tamże) - był kostarykańskim działaczem politycznym.

## Życiorys
Ambasador w Gwatemali, sprawował urząd ministra wojny w rządzie José Joaquína Rodrígueza Zeledóna od 1890 do 1894, kiedy to zastąpił Rodrigueza na stanowisku prezydenta do 1902. Kandydował jeszcze w wyborach prezydenckich z 1910 i 1914. Od 1902 do 1906 był I wiceprezydentem w rządzie Ascensióna Esquivela Ibarry.